# Stenamma heathi
Stenamma heathi är en myrart som beskrevs av Wheeler 1915. Stenamma heathi ingår i släktet Stenamma och familjen myror. Inga underarter finns listade i Catalogue of Life.

## Bildgalleri

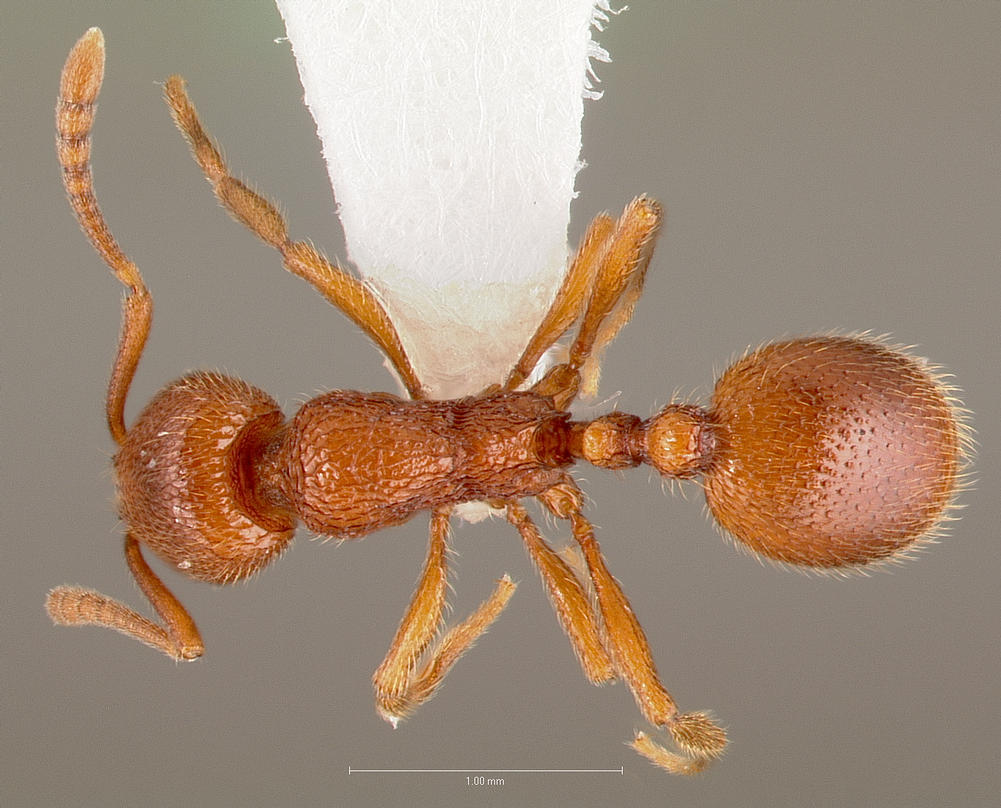
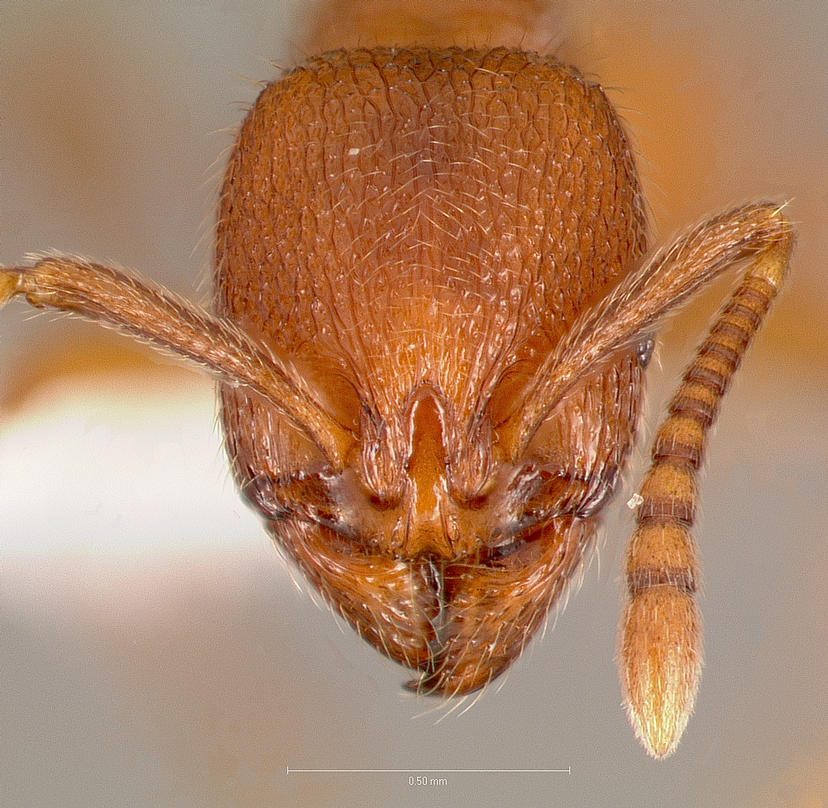
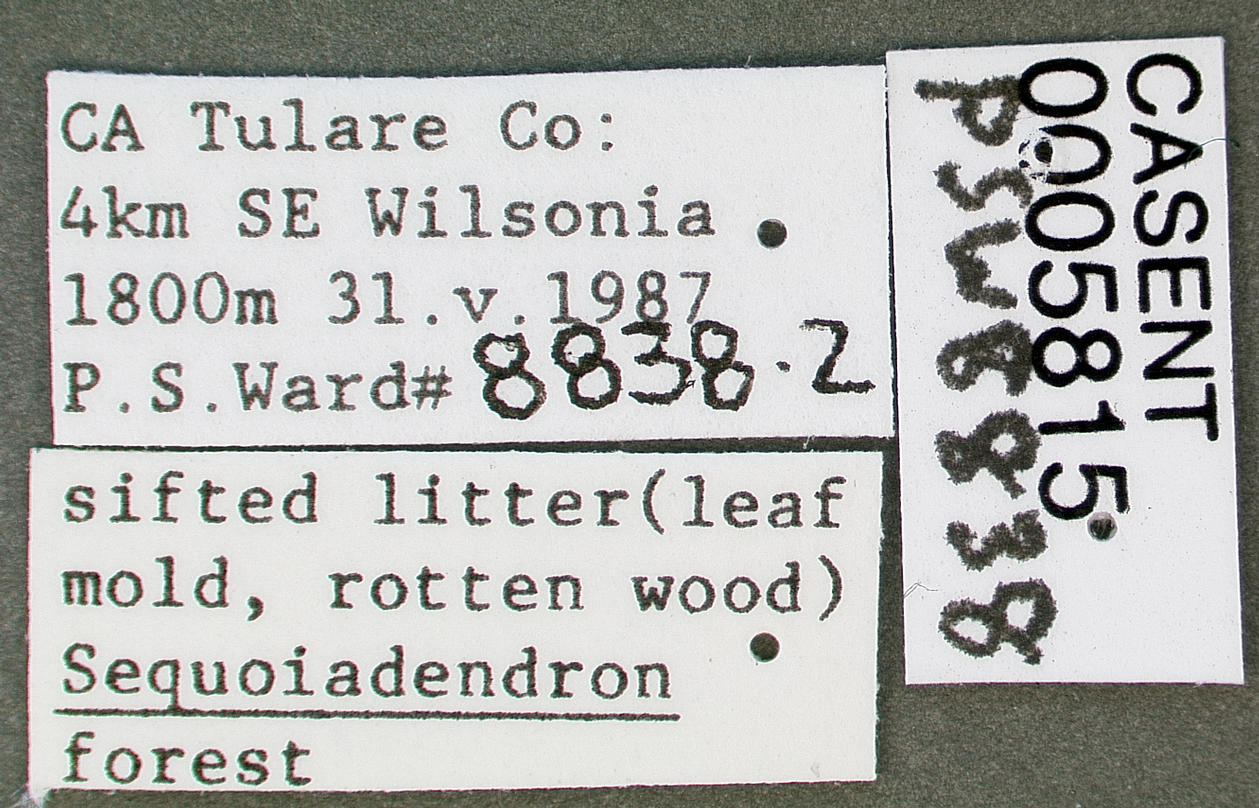
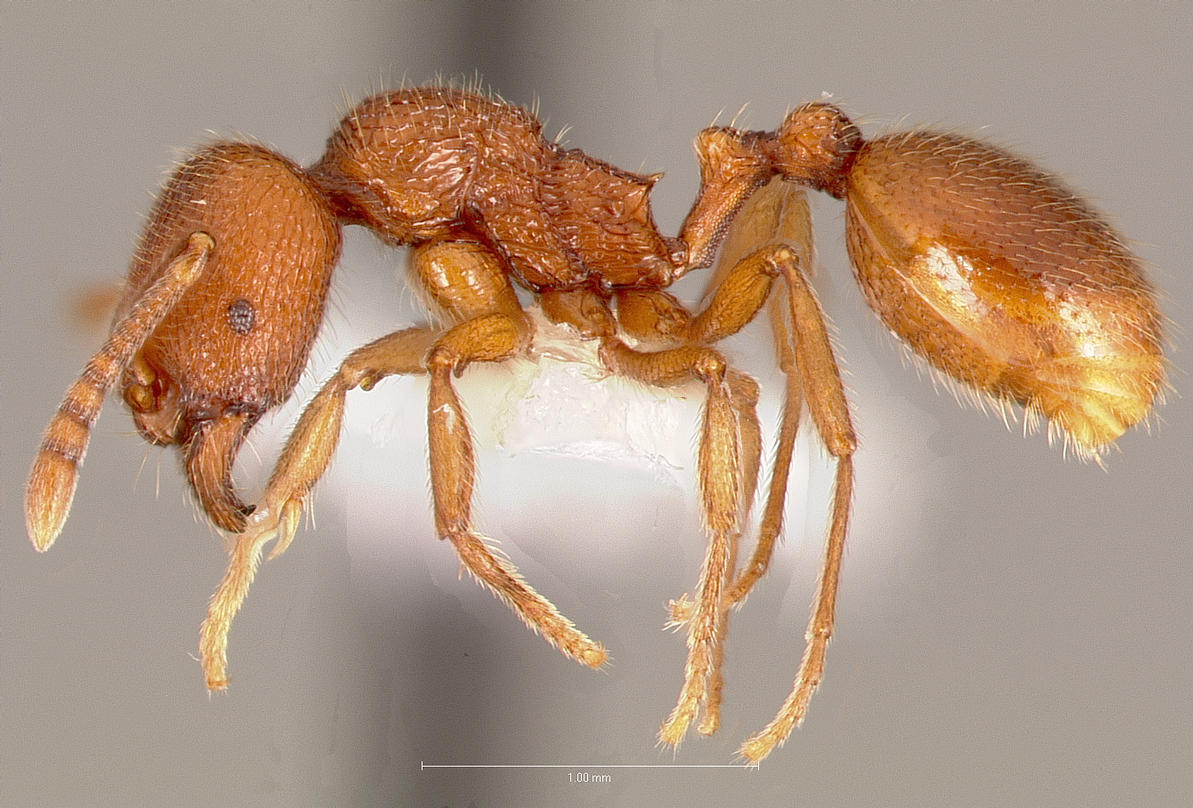